# Metta

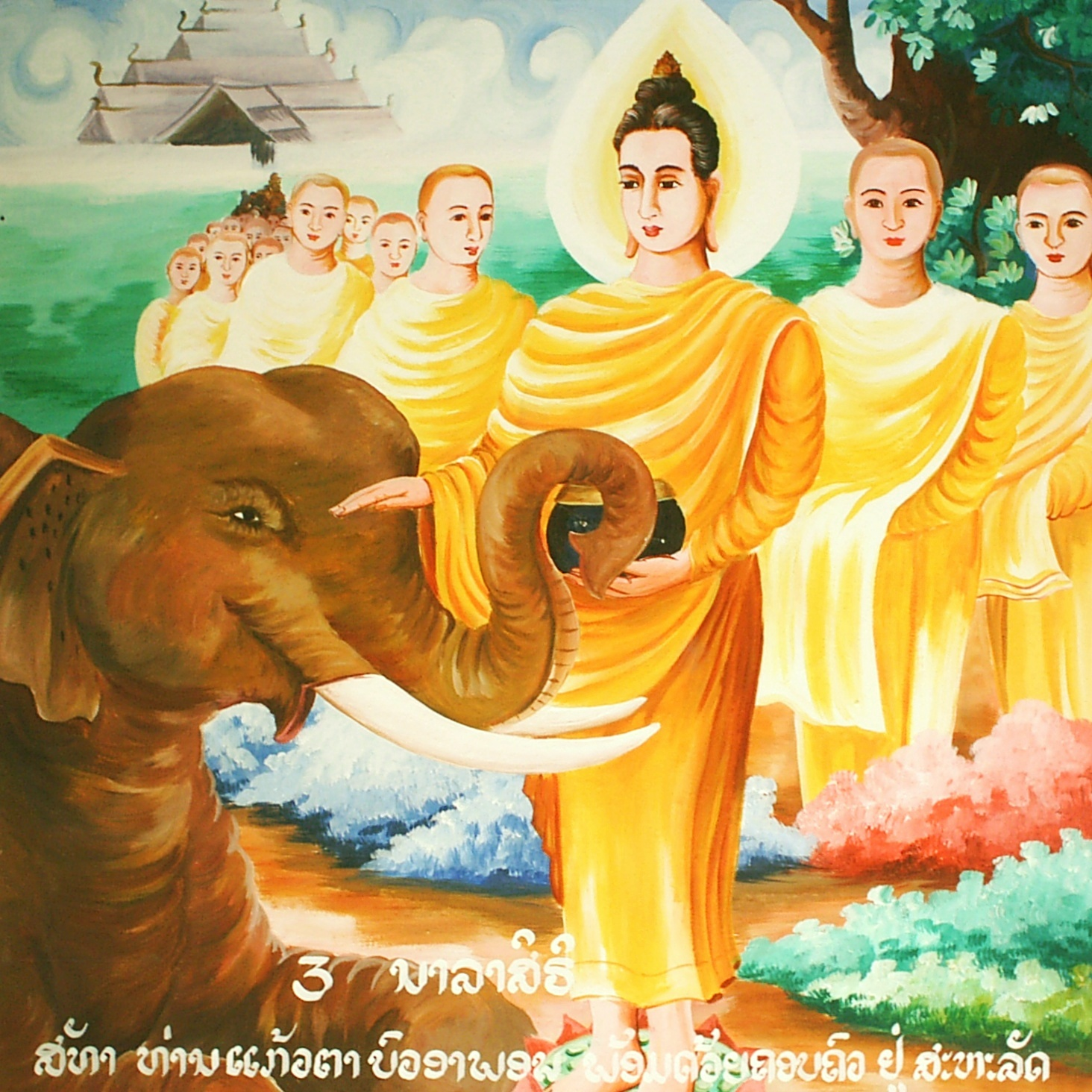
Buddhas Güte (mettā) besänftigt einen wütenden Elefanten

Metta (pali mettā; sanskrit maitrī ‚Freundschaft‘; englisch loving kindness) ist eines der 40 vom historischen Buddha Siddharta Gautama gelehrten Meditationsobjekte. Übersetzungen für metta sind: Freundlichkeit, Güte, aktives Interesse an Anderen, Liebe, Freundschaft, Sympathie. Metta wird häufig noch mit dem Terminus „liebende Güte“ oder „Allgüte“ übersetzt, da in den Augen mancher buddhistischer Autoren das Wort „Liebe“ zu stark mit Tendenzen des Habenwollens, also mit egoistischen Tendenzen behaftet ist.

## Herkunft und Bedeutung
Im Metta-Sutta, einer Lehrrede des Buddha, beschreibt dieser Metta als vergleichbar mit der Liebe einer Mutter zu ihrem Kind. Der Zuhörer wird dazu aufgefordert, diese Haltung der liebenden Güte auf alle fühlenden Wesen auszuweiten. Der Visuddhimagga, ein bedeutendes buddhistisches Werk aus dem 5. Jahrhundert n. Chr., beschreibt Meditationsübungen, um diese Haltung systematisch zu entwickeln.
Im Theravada-Buddhismus zählt Metta zu den „Zehn Transzendenten Tugenden“ (pāramī) und den „Vier Unermesslichen“ (brahmavihāra).

## Metta-Meditation
In der Metta-Meditation wird eine freundlich-wohlwollende Haltung gegenüber allen fühlenden Wesen geübt. Dabei beginnt man zuerst damit, Sätze der liebenden Güte (Metta) an sich selbst zu richten. Später richtet man die gleichen Sätze an Personen, die einem nahestehen, dann an neutrale Personen und schließlich an Menschen, mit denen man Schwierigkeiten hat. Dabei hilft es, wenn man bereits über genügend Erfahrung in der Meditation verfügt, um störende Gedanken und Gefühle loslassen zu können.
Es wird empfohlen, die Übung ein paar Monate lang täglich für fünfzehn bis zwanzig Minuten durchzuführen. Zum Einstieg in die Metta-Meditation adressiert man zunächst geduldig und freundlich liebende Güte an sich selbst. Der Grund dafür ist, dass es sehr schwer ist, liebevoll zu anderen zu sein, solange man sich selbst nicht liebevoll annehmen kann. Wenn man sich dazu bereit fühlt, dehnt man die liebende Güte nach und nach auf alle fühlenden Wesen aus. Typische Formulierungen für den Einstieg sind:
Möge ich frei sein von Gefahr.
Möge ich glücklich sein.
Möge ich körperlich gesund sein.
Möge ich leicht durchs Leben gehen.
Manche Menschen haben große Schwierigkeiten damit, sich selbst liebevoll anzunehmen. Um diese Schwierigkeiten aufzulösen, haben einige Autoren Varianten entwickelt, die sich darauf konzentrieren, das Selbst-Mitgefühl in mehreren Schritten aufbauen. Auch diese Varianten werden oft als Metta-Meditation bezeichnet.

## Forschung zur Metta-Meditation
Ein kontrolliertes psychologisches Experiment an der Stanford University zeigte, dass selbst eine kurze Metta-Meditation von wenigen Minuten bei ungeübten Personen häufig zu einem Gefühl größerer sozialer Verbundenheit mit und einer positiveren Einstellung gegenüber unbekannten Personen führt.
Eine kontrollierte Studie von Barbara Fredrickson (University of North Carolina at Chapel Hill) und Kollegen bei 139 Mitarbeitern der Firma Compuware ergab, dass ein mehrwöchiger Kurs in Metta-Meditation zu einer Zunahme positiver Emotionen führte, die im weiteren Verlauf mit einer vermehrten Achtsamkeit, einem größeren Sinnerleben, positiveren Beziehungen zu anderen Personen und weniger körperlichen Beschwerden einhergingen. In Folge zeigten diese Personen sich zufriedener mit ihrem Leben und berichteten über weniger depressive Symptome.
Johnson und Kollegen stellten 2009 in drei Fallberichten die Anwendung von Metta-Meditation bei schizophrenen Patienten mit Negativsymptomatik dar. Eine nachfolgende Pilotstudie mit 18 schizophrenen Patienten zeigte eine Abnahme negativer Symptome und eine Zunahme positiver Emotionen und psychischem Wohlbefinden nach einem mehrwöchigen Training in Metta-Meditation.
Am Max-Planck-Institut für Kognitions- und Neurowissenschaften in Leipzig läuft seit 2013 unter der Leitung von Tania Singer das Resource-Projekt zur Plastizität des sozialen Gehirns, in dem die neuronalen und hormonellen Auswirkungen von mentalem Training und Achtsamkeit untersucht werden. Zudem werden sowohl die subjektiv erlebten Veränderungen als auch die Veränderungen auf der Verhaltensebene erforscht. Metta-Meditation ist Teil der Übungen, denen die Probanden sich in Ein-Jahres-Studien unterziehen.
An der Johann Wolfgang Goethe-Universität Frankfurt am Main wurde unter der Leitung von Ulrich Stangier über den Nutzen von Metta-Meditation bei chronischen psychischen Erkrankungen geforscht. Gegenstand eines von der DFG geförderten Projekts war im Zeitraum 2018–2020 der Einsatz dieser Methode bei Probanden mit chronischer Depression. Ein Folgeprojekt ab 2021 widmet sich der Metta-Meditation bei Scham- und Schuldgefühlen nach traumatischen Lebensereignissen. Mit dem WIND-Ansatz („Wahrnehmen, was ist – Im Moment bleiben – Neugierig und wohlwollend beobachten – Distanzieren von negativer Bewertung“) wurden Depressionen nachweislich effektiv behandelt.